# Chevrolet Monte Carlo
La Monte Carlo è un'autovettura prodotta dalla Chevrolet dal 1970 al 1988 e dal 1995 al 2007.

## Il contesto
Il modello è stato prodotto in sei serie. Per la maggior parte della sua storia è stato classificato come personal luxury car, ma l'ultima serie ha fatto parte della categoria delle vetture full-size. Le prime quattro generazioni (1970-1988) erano a trazione posteriore, avevano installato motori V8 (i propulsori V6 apparvero all'inizio del 1978) e possedevano un telaio separato. Gli ultimi modelli di queste serie ebbero però installato dei motori più piccoli e che consumavano meno carburante, dato che in quegli anni avvennero due crisi energetiche (nel 1973 e nel 1979), che fecero aumentare consistentemente i prezzi dei combustibili. La Monte Carlo fu temporaneamente tolta di produzione nel 1988.
Il modello fu reintrodotto nel 1995. Le serie che seguirono (1995-2007) furono invece a trazione anteriore, e per esse era più comune l'uso di motori V6. Il modello uscì definitivamente di produzione nel 2007.

## La prima serie: 1970–1972
La Monte Carlo fu lanciata sul mercato come risposta al successo della Pontiac Grand Prix, che fu introdotta nel 1969. La Monte Carlo nacque da un'idea di Pete Estes, presidente della Chevrolet, e di Dave Holls, responsabile del design della casa automobilistica citata. Essi si ispirarono alla Cadillac Eldorado e, soprattutto, alla Chevrolet Chevelle. Con quest'ultima, infatti, la Monte Carlo condivideva il parabrezza, il cofano posteriore e il lunotto. Furono nuovi i lamierati posteriori, il montante centrale (che fu allargato) ed i parafanghi posteriori. La Monte Carlo possedeva anche dei tergicristalli che, a riposo, scomparivano sotto l'orlo del cofano.

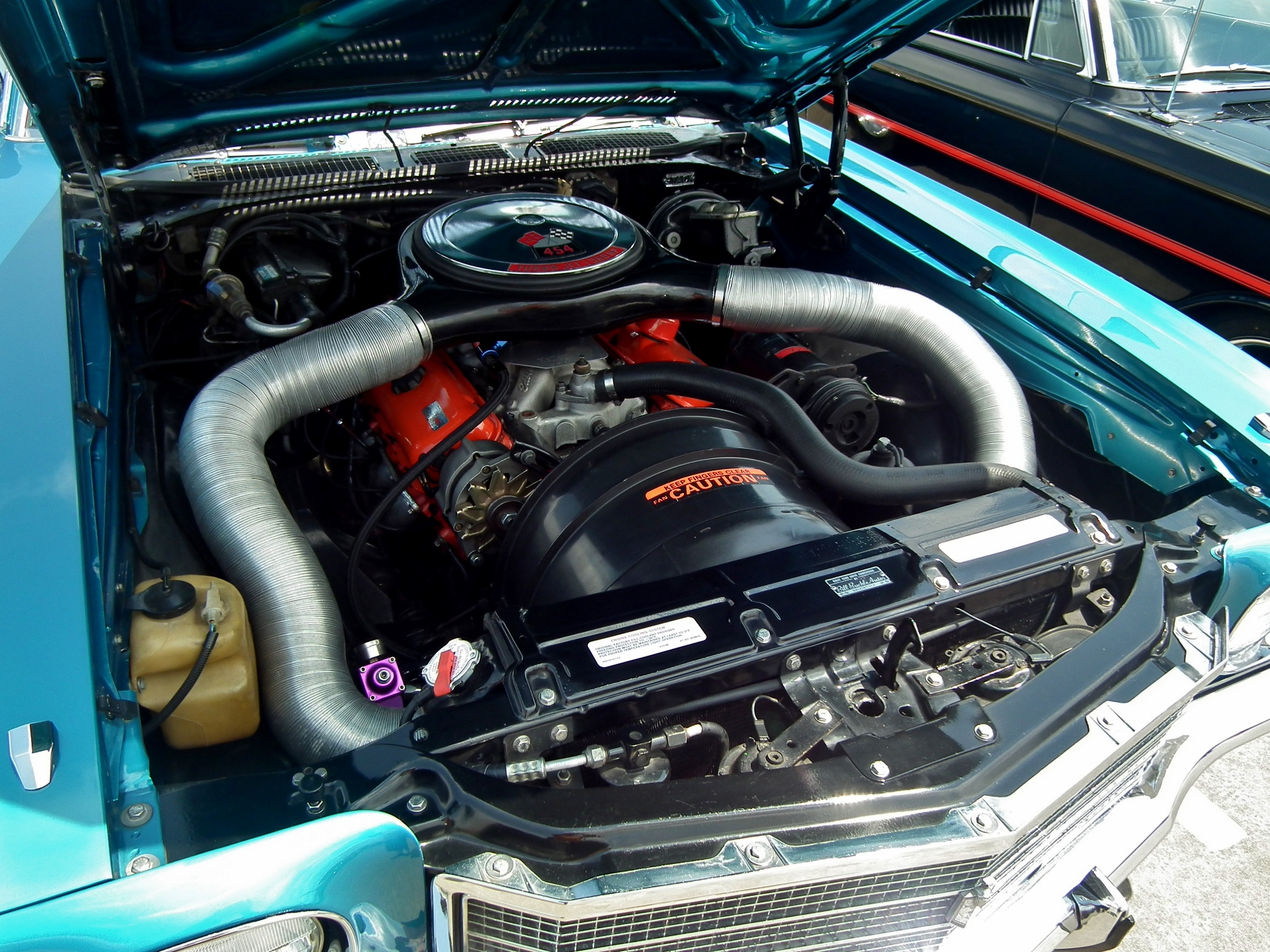
Motore

Il gruppo motopropulsore disponibile di serie era formato da un motore V8 Chevrolet "Turbo-Fire" small-block da 5,7 L di cilindrata con carburatore a doppio corpo, che produceva 250 CV di potenza a 4.500 giri al minuto, e 447,2 N•m di coppia a 2.800 giri al minuto. Questo motore era accoppiato a un cambio manuale a tre rapporti. Il motore era anteriore, mentre la trazione era posteriore. I freni anteriori a disco erano compresi nella dotazione standard. Il cruscotto era identico a quello della Chevelle, eccetto che per gli inserti in finto legno. Questi ultimi erano una fedele riproduzione dell'allestimento con inserti in legno d'olmo, già utilizzato dalla Rolls-Royce. La tappezzeria e i tappetini erano invece di nylon. La Monte Carlo era offerta a 3.123 dollari.
Erano disponibili diversi optional. Il cambio manuale a tre rapporti, offerto di serie, poteva essere sostituito da una trasmissione automatica Powerglide a due velocità, da un cambio automatico Turbo-Hydramatic a tre rapporti o da una trasmissione manuale a quattro velocità. Altri optional erano il servosterzo, i vetri elettrici, l'aria condizionata, i sedili elettrici e/o singoli, delle ruote speciali, una strumentazione più completa, e altri accessori, che facevano lievitare il prezzo di una Monte Carlo con equipaggiamento completo a più di 5.000 dollari.
Motori opzionali furono la versione a carburatore quadruplo corpo del propulsore "Turbo-Fire" da 5,7 L, che erogava 300 CV di potenza a 4.800 giri al minuto e 515,2 N•m di coppia a 3.200 giri al minuto, un motore V8 "Turbo-Fire" da 6,5 L con carburatore a doppio corpo, che sviluppava 265 CV a 4.800 giri al minuto e 542,3 N•m a 2.800 giri al minuto, e il propulsore V8 "Turbo-Jet" da 6,6 L con carburatore quadruplo corpo, che erogava 330 CV a 4.800 giri e 555,9 N•m a 3.200 giri.  Questi ultimi due propulsori, a dispetto della cilindrata, erano due motori molto diversi. La genesi del primo era collegata al "Turbo-Fire" da 5,7 L installato di serie, a cui erano stati aumentati la corsa e l'alesaggio, mentre il "Turbo-Jet" era la versione ingrandita di un altro motore big-block della General Motors.
La versione spiccatamente sportiva della monte Carlo era la Monte Carlo SS 454. Il pacchetto costava 420 dollari, e includeva un motore V8 "Turbo-Jet" big-block da 7,4 L di cilindrata con carburatore quadruplo corpo da 360 CV di potenza a 4.800 giri al minuto, e 677,9 N•m di coppia a 3.500 giri al minuto. Questo allestimento sportivo includeva anche delle sospensioni speciali e degli pneumatici più larghi. Il cambio automatico Turbo-Hydramatic era obbligatorio sulla Monte Carlo SS 454, sebbene costasse 222 dollari e benché il suo prezzo non fosse compreso in quello del pacchetto.
Uno sciopero effettuato nel 1970 limitò la produzione a 130.657 esemplari, contro i 185.000 previsti. Molte Monte Carlo furono vendute a prezzo pieno, facendo del modello una vettura redditizia.
Nel 1971 la vettura fu leggermente rivista, sia esteriormente che internamente. Vennero applicate delle manopole con simboli normalmente utilizzati nelle auto europee. I motori vennero aggiornati per direttiva emessa dalla stessa General Motors, e così furono adatti per la benzina senza piombo. Nel 1972 l'allestimento SS fu tolto dal mercato, ma venne introdotto il nuovo pacchetto Monte Carlo Custom.
Basata sul pianale G della General Motors, questa serie di Monte Carlo fu assemblata a Flint, a Baltimora, a Kansas City, a Van Nuys e a Oshawa. La produzione totale di questa serie fu di 439.393 esemplari, comprese le 5.742 vetture con allestimento SS.
La prima serie della Monte Carlo è famosa anche nel cinema, sicuramente la sua apparizione più famosa rimane nella gara iniziale di Fast & Furious Tokyo Drift, ma compare anche in Fast & Furious 2 durante la scena del derby dove viene presentato il personaggio di Roman Pierce, e nel primo capitolo di Ace Ventura: l'acchiappa animali, guidata da Jim Carry per tutta la durata del film.

## La seconda serie: 1973–1977
Nel 1973 la Monte Carlo fu oggetto, come i modelli omologhi del gruppo General Motors, di un importante restyling. Come le altre Vetture Mid-Size del gruppo, la Monte Carlo del 1973 non era più offerta in versione hard-top, ma come coupé provvista di montanti, di opera window laterali e di porte senza intelaiatura. Altre novità furono dei doppi fanali anteriori, che erano affiancati da una calandra e su cui era collocato il logo della Monte Carlo, e delle luci posteriori verticali. Al modello vennero applicati dei paraurti che assorbivano colpi fino a 8 km/h di velocità. Della serie precedente, vennero confermati il telaio separato e le sospensioni a molle elicoidali.

Per incrementare la maneggevolezza di guida, la Monte Carlo del 1973 ebbe in dotazione una serie di innovazioni (perlomeno erano tali per il mercato statunitense). Tra esse ci furono gli pneumatici radiali, degli ammortizzatori Pliacell, uno sterzo ad alta incidenza e delle barre antirollio anteriori e posteriori (precedentemente offerte solo nel pacchetto SS). Le Monte Carlo con equipaggiamento base possedevano però un cambio manuale a tre rapporti, lo sterzo tradizionale e gli pneumatici a tele incrociate. Gli pneumatici radiali erano inclusi se veniva ordinato il cambio automatico a tre velocità; con quest'ultima dotazione il modello riceveva la dicitura Monte Carlo S.

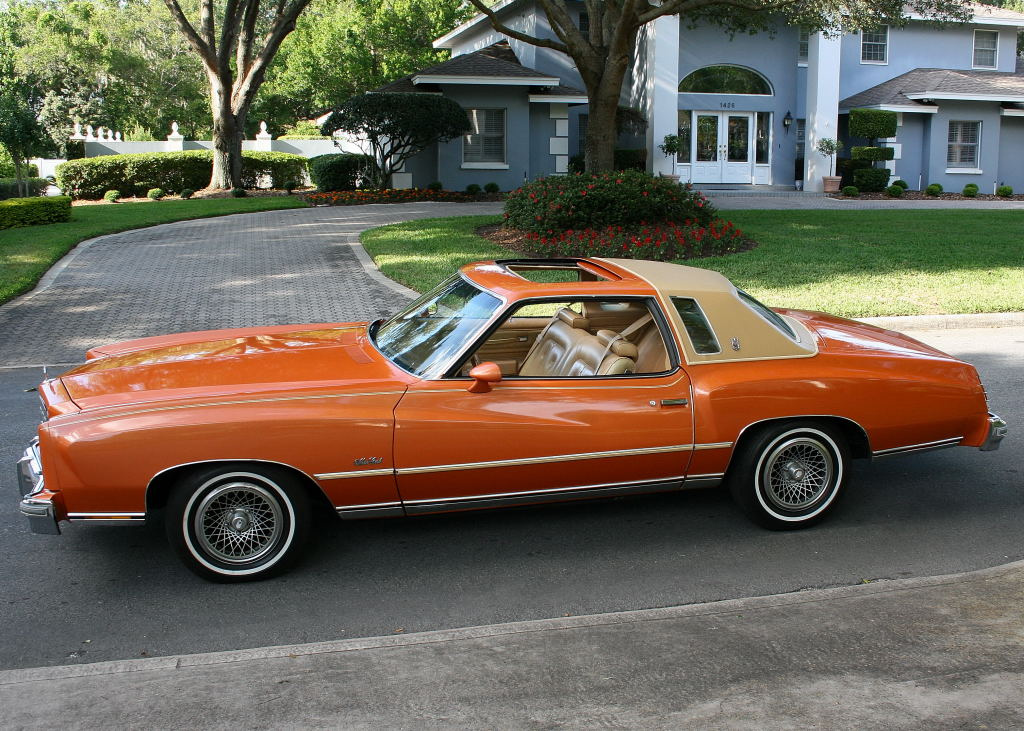
La Chevrolet Monte Carlo Landau

Un nuovo modello del 1973 fu la Monte Carlo Landau, che era in sostanza una Monte Carlo S con la parte posteriore del tetto in vinile (tipo Landau), delle ruote speciali e degli specchietti retrovisori, sia lato guidatore che passeggero, caratteristici. Gli interni prevedevano un nuovo cruscotto avvolgente, che si poteva trovare anche sulle Pontiac, Buick e Oldsmobile contemporanee, dove la strumentazione era facilmente raggiungibile dal guidatore. Furono mantenuti gli inserti in finta radica d'olmo.
Il motore montato di serie era il V8 Turbo-Fire da 5,7 L di cilindrata da 145 CV. Propulsori opzionali furono il V8 TurboFire'' da 5,7 L con carburatore quadruplo corpo, e il V8 Turbo-Jet da 7,4 L e carburatore quadruplo corpo, che sviluppava 245 CV. Altri propulsori furono due V8, uno da 5 L e l'altro da 6,6 L.
La Monte Carlo del 1973 conquistò il titolo di "auto dell'anno" della rivista Motor Trend grazie alla sua nuova linea e la maneggevolezza acquisita.
Il successo della Monte Carlo e della Pontiac Grand Prix portò alla nascita di diversi modelli simili da parte della concorrenza, tra i quali ci furono la Mercury Cougar la Ford Torino Elite, la Chrysler Cordoba e la ristilizzata Dodge Charger.
Nel 1974 la Monte Carlo base, che possedeva il cambio manuale, sospensioni standard e pneumatici a tele radiali fu tolta di mercato. Nonostante la crisi energetica del 1973, che fece calare le vendite dei modelli di autovettura intermedi a favore di quelle dei veicoli più piccoli, la Monte Carlo stabilì un record di vendite con 300.000 esemplari commercializzati.

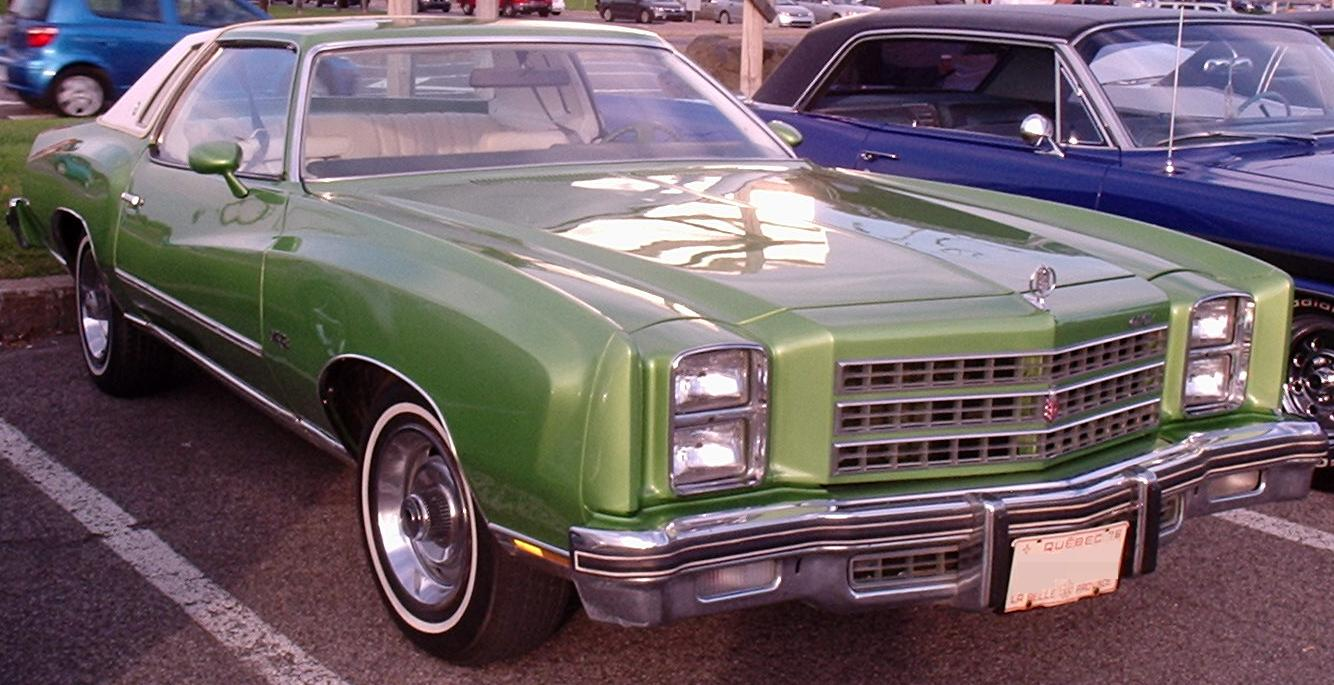
Una Chevrolet Monte Carlo del 1976

Per essere in regola con le leggi, appena introdotte, che concedevano un bonus in base al livello di emissioni inquinanti e alla durabilità delle candele e della marmitta, nel 1975 venne introdotto il convertitore catalitico.
Nel 1976 diventò di serie il cambio automatico Turbo-Hydramatic, e venne offerto un allestimento in legno di rosa che sostituì quello in legno d'olmo. Nell'anno in questione la Monte Carlo conseguì il record assoluto di vendite con più di 400.000 esemplari commercializzati.
Una calandra ridisegnata con emblema Monte Carlo spostato sulla sua sommità, e dei fari posteriori dalle plastiche riviste, furono le caratteristiche della Monta Carlo del 1977.
Basata sul pianale A della General Motors, questa serie di Monte Carlo fu assemblata a Flint, nel Michigan. Questa serie di Monte Carlo ebbe il motore montato anteriormente e la trazione posteriore.

## La terza serie: 1978–1980
Tutti i modelli General Motors, compresa la Monte Carlo, vennero rimpiccioliti a causa della crisi energetica del 1973. Le dimensioni e il peso vennero diminuiti, e i motori furono ridotti di cilindrata. Il propulsore offerto di serie era il V6 Buick da 3,8 L, mentre era opzionale il V8 Chevrolet da 5 L. Il cambio manuale a tre rapporti offerto di serie, riapparì dopo diversi anni durante i quali non era più disponibile. Come optional era possibile avere il cambio automatico Turbo Hydra-Matic a tre velocità. Sulle Monte Carlo Landau il motore V8 appena citato era offerto in abbinamento quando il cliente sceglieva il cambio automatico. Un cambio manuale a quattro rapporti con leva sul pavimento fu offerto tra gli optional con il motore da 5 L, e questa fu la prima trasmissione a quattro velocità montata sulla Monte Carlo dal 1971.
Nel 1979 la Monte Carlo fu oggetto di aggiornamenti marginali dell'allestimento. Tra essi ci fu la revisione delle luci posteriori. I cambiamenti meccanici furono più importanti. Ora il motore base fu il V6 Buick da 3,3 L, mentre il propulsore V6 da 3,8 L rimase il motore offerto di serie in California (dove vigevano leggi speciali) e sulle Monte Carlo Landau. Al motore V8 da 5 L e 140 CV di potenza fu affiancata una versione con carburatore a quadruplo corpo. I cambi dell'anno precedente vennero confermati. Questo però fu l'ultimo anno in cui la Chevrolet offrì il cambio manuale sulle Monte Carlo. Infatti, l'interessi dei clienti per questo tipo di trasmissione era estremamente basso. Una Monte Carlo del 1979 è utilizzata dal poliziotto Alonzo nel film Training Day
Nel 1980 il modello fu oggetto di una revisione, con l'installazione di quattro fanali anteriori, sotto i quali vennero collocati gli indicatori di direzione. Il cambio automatico diventò di serie su tutti i modelli. Il motore V6 da 3,7 L sostituì nell'offerta il propulsore da 3,3 L, tranne che in California. Un'altra novità dell'anno fu la versione sovralimentata del V6 da 3,8 L, che erogava 170 CV. Altri motori opzionali furono i V8 da 4,4 L e 5 L.
Basata sul pianale A della General Motors, questa serie di Monte Carlo fu assemblata a Flint, nel Michigan. Questa serie di Monte Carlo ebbe il motore montato anteriormente e la trazione posteriore.

## La quarta serie: 1981–1988
La carrozzeria fu oggetto di restyling nel 1981 insieme a quelle delle altre coupé del gruppo General Motors, come la Oldsmobile Cutlass Supreme, la Pontiac Grand Prix e la Buick Regal. Esse ora avevano linee più morbide rispetto a quelle dei modelli precedenti. Vennero previste delle nuove luci posteriori verticali, che erano simili a quelle che si potevano trovare sui modelli prodotti dal 1970 al 1977. I motori erano il V6 da 3,75 L di cilindrata (in California era utilizzato il propulsore V6 Buick da 3,8 L), e gli opzionali V8 da 4,4 L (non disponibile nello stato citato), 5 L, e il motore Diesel da 5,7 L. Era ancora disponibile la versione sovralimentata del V6 da 3,8 L, che erogava 170 CV. Il cambio automatico, il servosterzo e il servofreno erano offerti di serie.
Nel 1982 il modello fu oggetto di una revisione. Tutti i motori vennero confermati, eccetto il V6 Buick da 3,8 L e la sua versione sovralimentata.

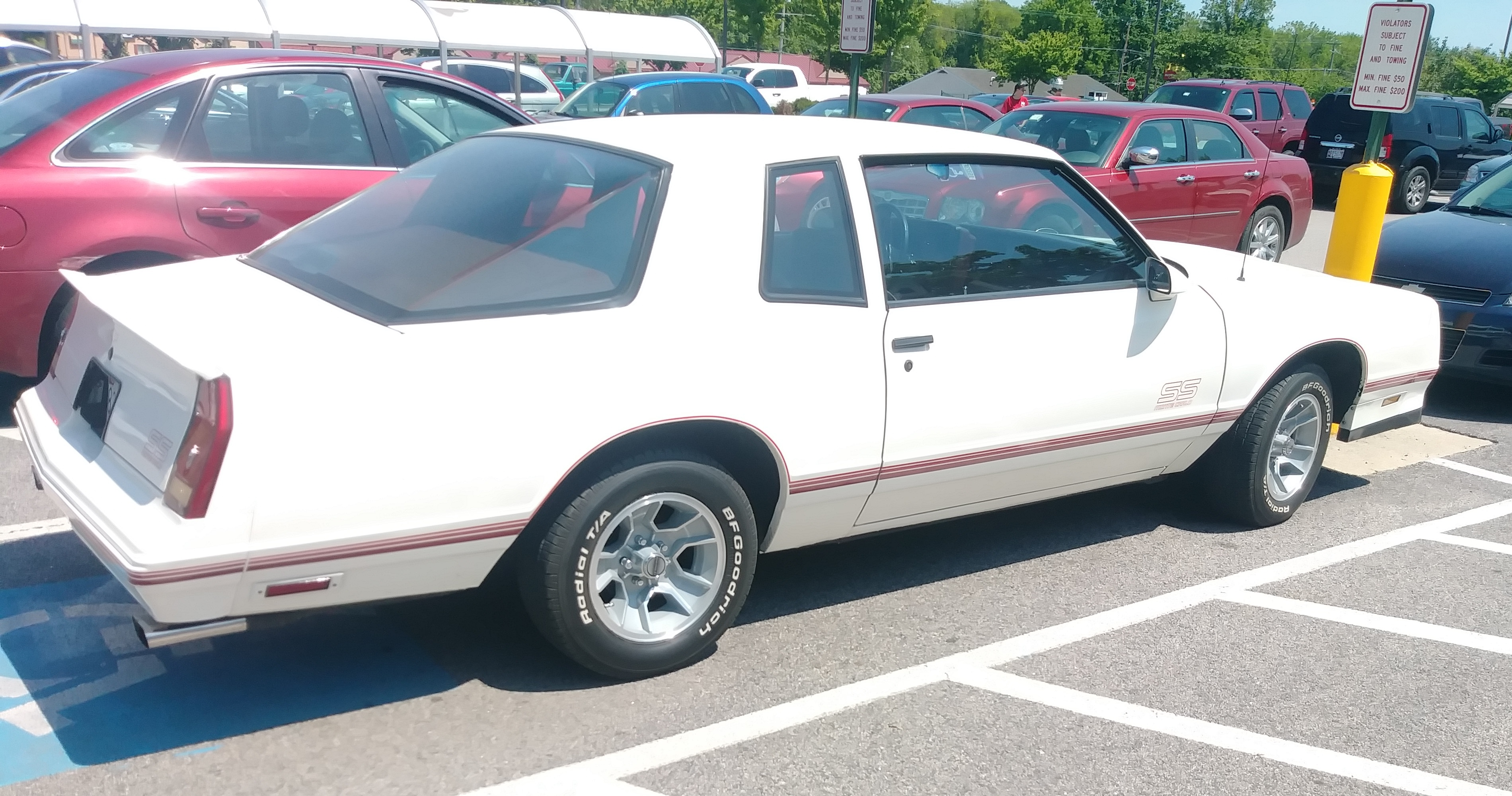
Una Monte Carlo Aero Coupé

Nel 1983 venne reintrodotta la versione "SS". Essa aveva un nuovo frontale, una gamma colori codificata secondo i criteri europei e uno spoiler posteriore. La Monte Carlo SS fu una delle ultime muscle car con alimentazione a carburatore e a trazione posteriore. La Monte Carlo di base ricevette solo pochi aggiornamenti, principalmente concentrati sulla calandra e sugli interni. Il motore V6 da 3,75 L e 125 CV rimase il propulsore di base, ed il motore V8 da 5 L da 165 CV era tra gli optional. La SS era mossa invece dalla versione da 175 CV del motore da 5 L.
La SS fu un successo presso il pubblico, affamato di motori potenti dopo le severe leggi antinquinamento di fine anni settanta. Delle 112.730 Monte Carlo vendute, 24.050 erano SS. Il prezzo di vendita era 10.700 dollari. Per la SS era disponibile, come optional, i sedili anteriori singoli "Strato", tra cui era presente una consolle. Di serie erano invece offerti dei sedili a divanetto con bracciolo centrale. Era disponibile come optional un cambio automatico a quattro velocità con overdrive.

Nel 1985 vennero introdotti dei colori addizionali e delle decorazioni adesive. Sulla SS la trasmissione a quattro rapporti con overdrive diventò di serie.

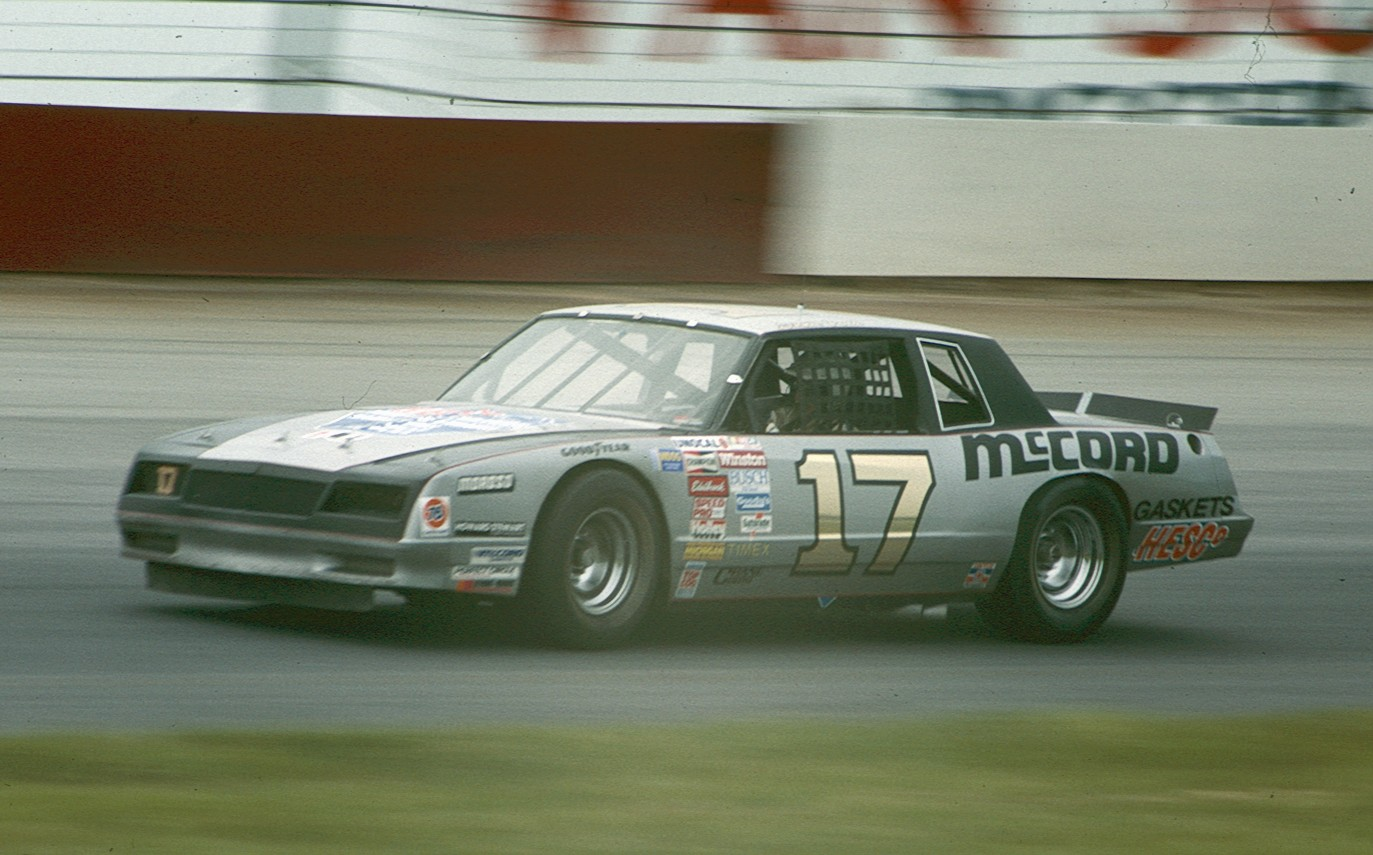
La Monte Carlo del pilota Lennie Pond sul circuito di Pocono nel 1985

Nel 1986 venne introdotta la versione Aero Coupe. Le differenze con il modello base risiedevano in un lunotto più inclinato e una coda più corta. Inoltre, erano presenti degli specchietti retrovisori speciali e uno spoiler. Solo 200 Aero Coupé furono vendute al pubblico, e questo fu il numero esatto di esemplari necessari all'omologazione del modello per le gare NASCAR, a cui partecipò.
Questa serie di Monte Carlo fu basata sul pianale A della General Motors nel 1981, e sulla piattaforma G dal 1982 al 1988. Questa serie di Monte Carlo fu assemblata a Flint, nel Michigan. Questa serie di Monte Carlo ebbe il motore montato anteriormente e la trazione posteriore.
Dopo il 1988 il modello fu tolto temporaneamente di produzione.

## La quinta serie: 1995–1999

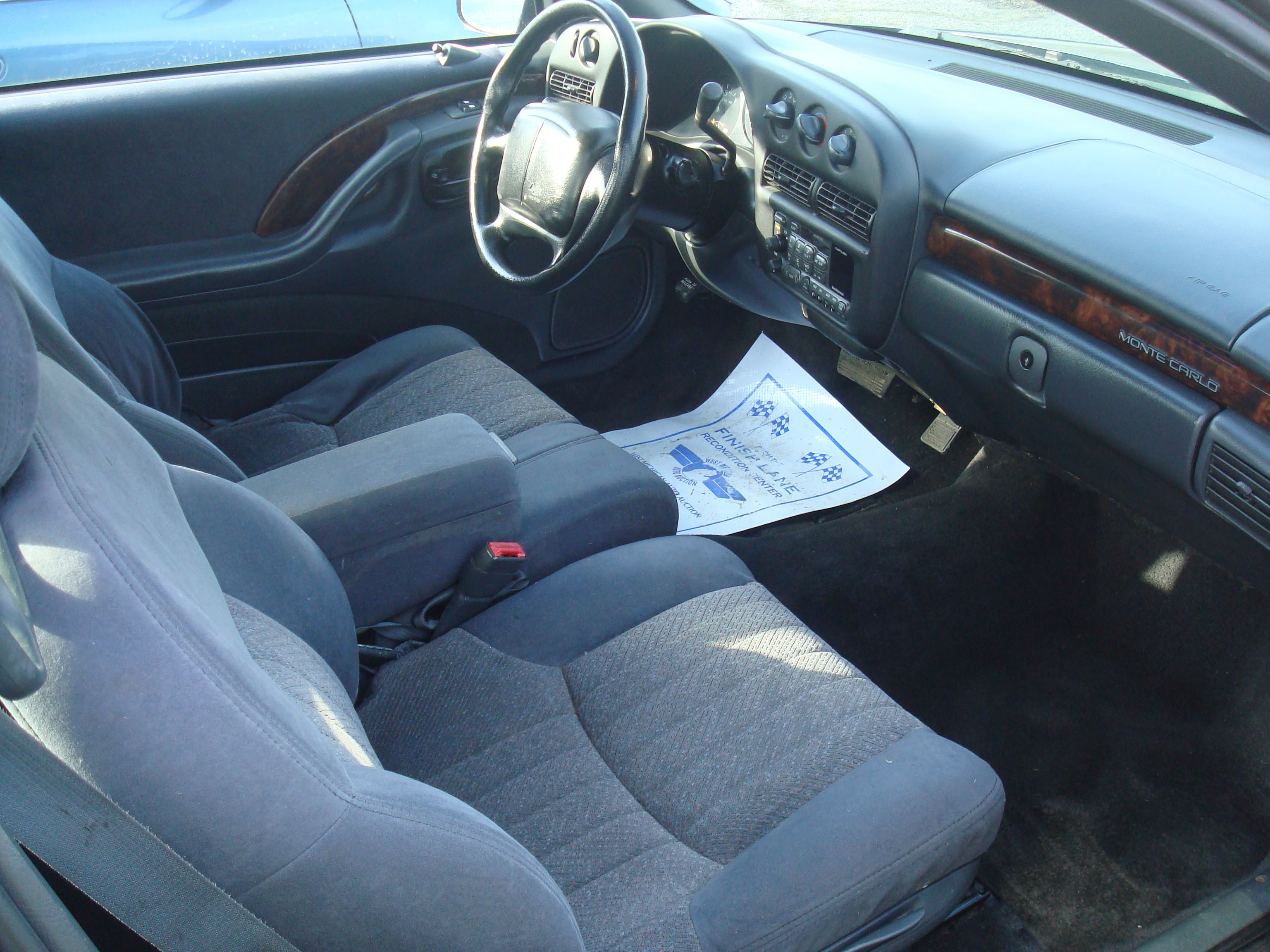
Gli interni di una Monte Carlo del 1997

Nel 1995 l'offerta della Lumina fu divisa in due modelli distinti, dove la berlina continuava a essere commercializzata con il nome Lumina, mentre la coupé venne venduta come Monte Carlo. La nuova vettura condivideva un pianale W aggiornato, che condivideva con la Lumina, la Pontiac Grand Prix, la Buick Regal, e la Oldsmobile Cutlass Supreme. Questa quinta serie di Chevrolet Monte Carlo fu la prima a trazione anteriore.
Negli anni in cui questa generazione di Monte Carlo fu in produzione, venne offerta in due allestimenti, LS e Z34.
I modelli LS erano mossi da un motore V6 da 3,1 L di cilindrata che sviluppava 160 CV di potenza e 251 N•m di coppia. L'allestimento Z34 invece aveva installato un motore V6 più potente da 3,4 L, che erogava 210 CV e 292 N•m. Questo secondo propulsore montava un doppio albero a camme in testa. A parte qualche modifica minore, negli anni in cui questa serie fu in produzione il modello restò pressoché invariato. Dal 1996 al 1997 il motore da 3,4 L fu potenziato a 215 CV e 298 N•m. Nel 1998 quest'ultimo fu sostituito da un propulsore da 3,8 L che erogava 200 CV e 305 N•m.
I cambi disponibili furono due, entrambi automatici e a quattro rapporti, il 4T60-E e il 4T65-E.
Sebbene criticata per le sue linee piuttosto simili a quelle della Lumina (tant'è che fu soprannominata Lumina Carlo) e per la trazione anteriore, la quinta serie della Monte Carlo vendette abbastanza bene, e ciò spinse la Chevrolet a lanciare sul mercato una serie successiva.
La Monte Carlo del 1995 ebbe un certo successo sui circuiti NASCAR.

## La sesta serie: 2000–2007

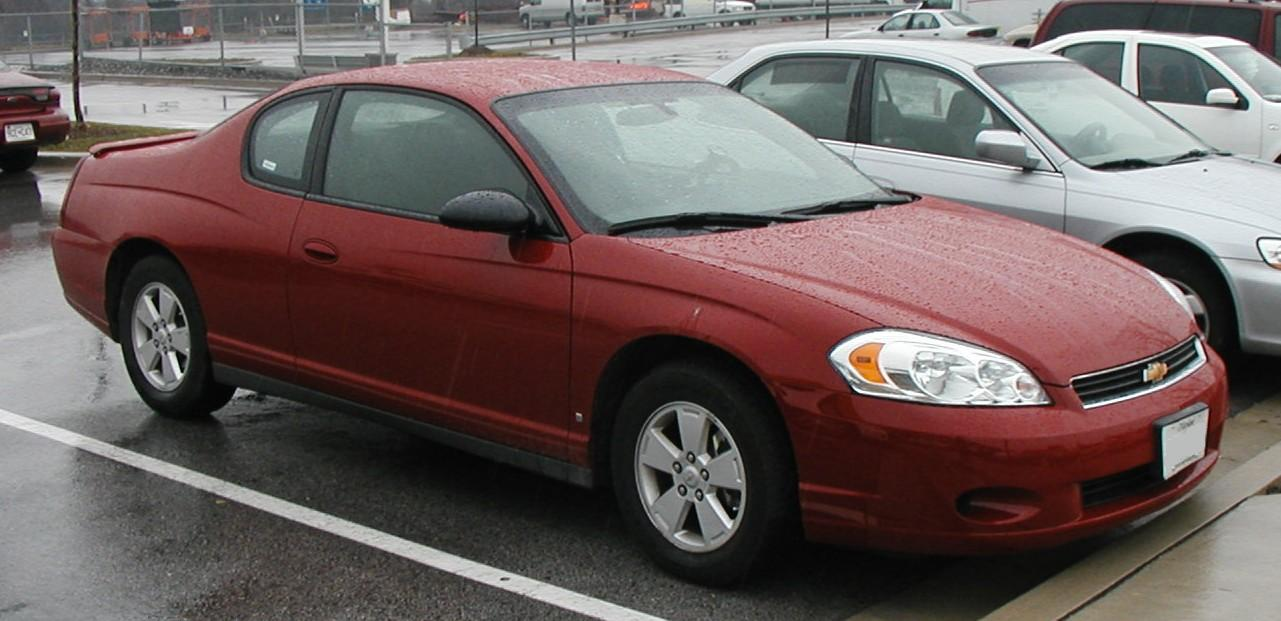
Restyling 2006

Nel 2000, per ispirarsi al design della nuova serie del modello, la Chevrolet non chiamò in causa solo la General Motors Motorsport, ma si basò anche sulle Monte Carlo del passato. Fra i tratti tipici delle precedenti Monte Carlo che furono applicati alla nuova serie del modello, ci fu i disegni degli archi passaruota, delle luci posteriori verticali e del paraurti posteriore. Un altro ritorno fu quello dello "stemma del Cavaliere", cioè uno stemma tipico delle Monte Carlo degli anni passati che fece l'ultima apparizione nel 1988, e che fu applicato alla nuova serie. Dall'esperienza nelle gare NASCAR, scaturì una linea piuttosto aerodinamica. Questa serie di Monte Carlo venne assemblata solamente a Oshawa.
Gli allestimenti disponibili furono tre, LS, LT e SS. Quest'ultimo, già commercializzato nel passato, venne proposto per la prima volta su una vettura a trazione anteriore. I cambi offerti erano tutti automatici. Fino al 2005, i motori e i cambi disponibili per i vari allestimenti furono:
| Allestimento    | Anni      | Motore                         | Potenza | Coppia  | Cambio   |
| --------------- | --------- | ------------------------------ | ------- | ------- | -------- |
| LS              | 2000-2005 | LA1, 3,4 L di cilindrata, V6   | 180 CV  | 278 N•m | 4T65E    |
| LT              | 2005      | L36, 3,8 L, V6                 | 200 CV  | 305 N•m | 4T65E    |
| SS              | 2000-2004 | L36, 3,8 L, V6                 | 200 CV  | 305 N•m | 4T65E    |
| SS Supercharged | 2004-2005 | L67, 3,8 L, sovralimentato, V6 | 240 CV  | 380 N•m | 4T65E-HD |

Nel 2006 la Monte Carlo , insieme all'omologa Impala berlina, furono oggetto di un importante restyling. Il modello aggiornato fu presentato al pubblico al salone dell'automobile di Los Angeles del 2005. Gli allestimenti disponibili furono LS, LT, LZ9, LTZ e LS4.
I motori e i cambi disponibili per i vari allestimenti furono:
| Allestimento | Anni      | Motore                       | Potenza | Coppia  | Cambio   |
| ------------ | --------- | ---------------------------- | ------- | ------- | -------- |
| LS-LT        | 2006-2007 | LZE, 3,5 L di cilindrata, V6 | 211 CV  | 290 N•m | 4T65E    |
| LT-LTZ       | 2006      | LZE, 3,5 L di cilindrata, V6 | 211 CV  | 290 N•m |          |
| LT-LTZ       | 2006      | LZ9, 3,9 L, V6               | 240 CV  | 332 N•m | 4T65E    |
| SS           | 2006-2007 |                              | 240 CV  | 332 N•m |          |
| SS           | 2006-2007 | LS4, 5,3 L, V8               | 303 CV  | 438 N•m | 4T65E-HD |

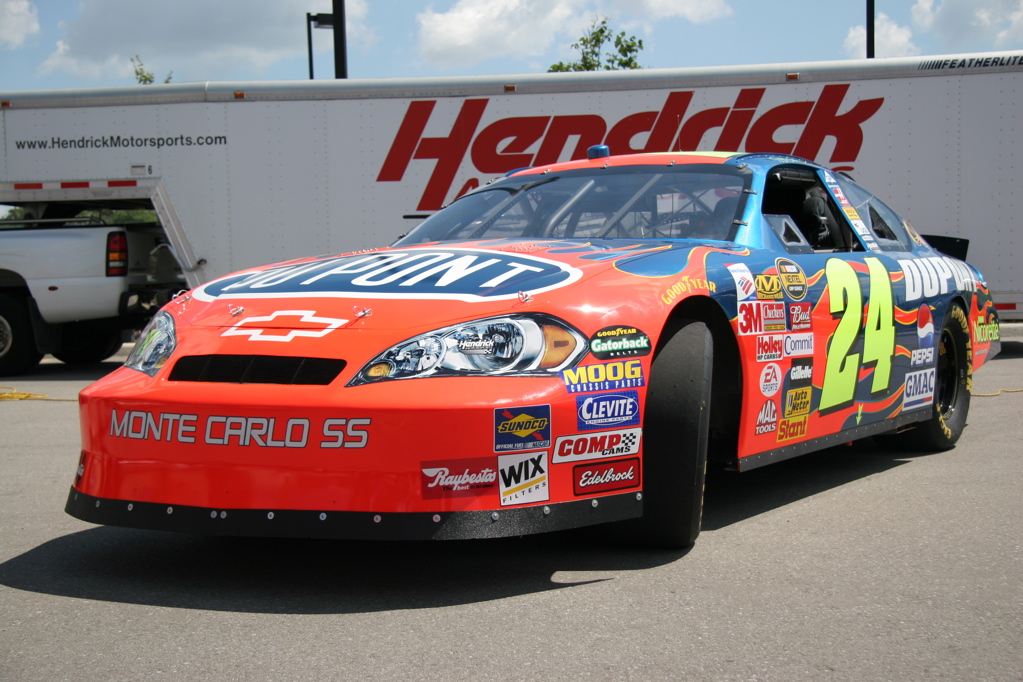
La Monte Carlo di Jeff Gordon

La produzione della Monte Carlo cessò nello stabilimento di Oshawa il 20 giugno 2007. L'annuncio della fine della fabbricazione fu dato nel febbraio dello stesso anno. L'ultimo esemplare prodotto fu destinato al museo della General Motors.

### Attività sportiva
Nel 2001 il pilota Jeff Gordon, del team DuPont, conquistò il campionato Nascar a bordo di una Monte Carlo. Tale vettura, oltre a essere dotata di una nuova linea aerodinamica, pneumatici da competizione e sistema di sicurezza omologati, era equipaggiata con un propulsore V8 che erogava la potenza di 700 CV con 705 N•m di coppia.